# Марџ Ујун
Марџ Ујун (арап. مرجعيون) је град Либану у гувернорату Набатеја (гувернорат). Према процени из 2005. у граду је живело 16 173 становника.